# Brandenburgischer Landespokal 2018/19
Der AOK-Landespokal 2018/19 war die 29. Austragung des brandenburgischen Landespokals der Männer im Amateurfußball. Der FC Energie Cottbus setzte sich, am 25. Mai 2019, im Finale gegen den FSV Optik Rathenow mit 1:0 durch und wurde, zum neunten Mal, Landespokalsieger. Durch diesen Sieg qualifizierte sich der FC Energie Cottbus für den DFB-Pokal 2019/20.
Das Endspiel fand in Rathenow im Stadion Vogelgesang statt.

## Termine
Die Spiele des brandenburgischen Landespokals wurden an folgenden Terminen ausgetragen:
1. Hauptrunde: 15. – 19. August 2018

2. Hauptrunde: 7. – 11. September 2018

Achtelfinale: 12. – 14. Oktober 2018

Viertelfinale: 17. November 2018

Halbfinale: 2. April 2019 | 17. April 2019

Finale: 25. Mai 2019

## Teilnehmende Mannschaften
Für den Brandenburgischen Landespokal 2018/19 qualifizierten sich alle brandenburgischen Mannschaften der 3. Fußball-Liga, Regionalliga Nordost, Oberliga Nordost, Verbandsliga, Landesliga, sowie die acht Kreispokalsieger. Ausnahme sind zweite Mannschaften höherklassiger Vereine.
Folgende Mannschaften nahmen in diesem Jahr am Brandenburgischen Landespokal teil (In Klammern ist die Ligaebene angegeben, in der der Verein spielt):
| 3. Fußball-Liga brandenburgische Vertreter der Saison 2018/19 | Regionalliga Nordost brandenburgische Vertreter der Saison 2018/19        | Oberliga Nordost brandenburgische Vertreter der Saison 2018/19                                                                              | Brandenburg-Liga 16 Vertreter der Saison 2018/19 | Landesliga Staffel Nord 15 Vertreter der Saison 2018/19 | Landesliga Staffel Süd 15 Vertreter der Saison 2018/19 |
| FC Energie Cottbus (3L) | FSV Union Fürstenwalde (RL) FSV Optik Rathenow (RL) SV Babelsberg 03 (RL) | FSV 63 Luckenwalde (OL) Brandenburger SC Süd 05 (OL) VfB 1921 Krieschow (OL) FC Strausberg (OL) SV Altlüdersdorf (OL) Ludwigsfelder FC (OL) | SV Victoria Seelow (VL) FC Eisenhüttenstadt (VL) 1. FC Frankfurt (VL) SV Grün-Weiß Brieselang (VL) SV Grün-Weiß Lübben (VL) Werderaner FC Viktoria 1920 (VL) TSG Einheit Bernau (VL) Märkischer SV 1919 Neuruppin (VL) FSV Bernau (VL) TuS 1896 Sachsenhausen (VL) Oranienburger FC Eintracht 1901 (VL) FV Preussen Eberswalde (VL) SG Union Klosterfelde (VL) SV Falkensee-Finkenkrug (VL) BSC Preußen 07 Blankenfelde-Mahlow (VL) SV Blau-Weiß Petershagen-Eggersdorf (VL) | Angermünder FC (LL) SV 1908 Grün-Weiss Ahrensfelde (LL) Fortuna Babelsberg (LL) FC Stahl Brandenburg (LL) FK Hansa Wittstock 1919 (LL) FSV Babelsberg 74 (LL) SV Schwarz-Rot Neustadt (Dosse) (LL) RSV Eintracht 1949 (LL) Pritzwalker FHV 03 (LL) FC Schwedt 02 (LL) FC 98 Hennigsdorf (LL) SC Oberhavel Velten (LL) SV 1920 Zehdenick (LL) SSV Einheit Perleberg (LL) TSV Chemie Premnitz (LL) | SC Eintracht Miersdorf/Zeuthen (LL) TSV 1878 Schlieben (LL) SG Großziethen (LL) SV Germania 90 Schöneiche (LL) SV Frankonia Wernsdorf (LL) SG Phönix Wildau 95 (LL) Breesener SV Guben Nord (LL) FV Blau-Weiß 90 Briesen/Mark (LL) FSV Dynamo Eisenhüttenstadt (LL) 1. FC Guben (LL) VfB Hohenleipisch (LL) SpVgg Blau-Weiß 90 Vetschau (LL) FSV Glückauf Brieske-Senftenberg (LL) SV Wacker 09 Cottbus Ströbitz (LL) FV Erkner 1920 (LL) |
| Kreispokalsieger 8 Kreispokalsieger der Saison 2017/18 |                                                                           | | | | |
| Dahme/Fläming VfB Trebbin (LK) | Havelland 1 Fortuna Babelsberg (LL)                                       | Niederlausitz SV Döbern (LK) | Oberhavel/Barnim 2 SV 1908 Grün-Weiss Ahrensfelde (LL) | Ostbrandenburg SG Grün-Weiß Rehfelde (LK) | Prignitz/Ruppin SV Union Neuruppin (LK) |
| Südbrandenburg VfB Herzberg 68 (LK) | Uckermark Schönower SV (LK)                                               | | | | |
| Ligaebene in Klammern: • 3L = 3. Liga • RL = Regionalliga • OL = Oberliga • VL = Verbandsliga • LL = Landesliga • LK = Landesklasse • KOL = Kreisoberliga • KL = Kreisliga 1 Da der Pokalsieger, Fortuna Babelsberg, in der Landesliga spielte und somit automatisch gesetzt war, qualifizierte sich der unterlegene Finalist, der FSV Eintracht Glindow (LK) 2 Da der Pokalsieger, der SV 1908 Grün-Weiss Ahrensfelde, in der Landesliga spielte und somit automatisch gesetzt war, qualifizierte sich der unterlegene Finalist, der BSC Fortuna Glienicke (LK) |                                                                           | | | | |

## Spielmodus
Der brandenburgische Landespokal 2018/19 wird im K.-o.-System ausgetragen. Es wird zunächst versucht, in 90 Minuten einen Gewinner auszuspielen. Sollte es danach unentschieden stehen, kommt es wie in anderen Pokalwettbewerben zu einer dreißigminütigen Verlängerung.
Sollte danach immer noch kein Sieger feststehen, wird dieser dann im Elfmeterschießen nach dem bekannten Muster ermittelt.

## 1. Hauptrunde
An der 1. Hauptrunde nahmen die 64 qualifizierten Mannschaften teil. Die Auslosung fand am 18. Juli um 11:00 Uhr in der Verbands-Geschäftsstelle in Cottbus statt.
| Datum      |                                       | Ergebnis              |                                          |
| ---------- | ------------------------------------- | --------------------- | ---------------------------------------- |
| 15.08.2018 | BSC Fortuna Glienicke (LK)            | 0:1                   | FC Energie Cottbus (3L)                  |
| 17.08.2018 | FC 98 Hennigsdorf (LL)                | 0:2                   | Märkischer SV 1919 Neuruppin (VL)        |
| 17.08.2018 | SV Frankonia Wernsdorf (LL)           | 3:0                   | TSG Einheit Bernau (VL)                  |
| 18.08.2018 | Angermünder FC (LL)                   | 3:2                   | FC Strausberg (OL)                       |
| 18.08.2018 | SG Grün-Weiß Rehfelde (LK)            | 2:2 n. V. (5:4 i. E.) | Oranienburger FC Eintracht 1901 (VL)     |
| 18.08.2018 | SV Germania 90 Schöneiche (LL)        | 0:2                   | SV Blau-Weiß Petershagen-Eggersdorf (VL) |
| 18.08.2018 | Fortuna Babelsberg (LL)               | 3:3 n. V. (6:7 i. E.) | SV Altlüdersdorf (OL)                    |
| 18.08.2018 | VfB Trebbin (LK)                      | 3:5 n. V.             | FV Preussen Eberswalde (VL)              |
| 18.08.2018 | SV Zehdenick 1920 (LL)                | 0:2                   | RSV Eintracht 1949 (LL)                  |
| 18.08.2018 | VfB Hohenleipisch 1912 (LL)           | 3:1                   | SV Falkensee-Finkenkrug (VL)             |
| 18.08.2018 | FSV Dynamo Eisenhüttenstadt (LL)      | 3:1                   | Breesener SV Guben Nord (LL)             |
| 18.08.2018 | TSV 1878 Schlieben (LL)               | 1:0                   | FC Stahl Brandenburg (LL)                |
| 18.08.2018 | Pritzwalker FHV 03 (LL)               | 1:8                   | SV Babelsberg 03 (LL)                    |
| 18.08.2018 | TSV Chemie Premnitz (LL)              | 3:1                   | Werderaner FC Viktoria 1920 (VL)         |
| 18.08.2018 | SV Schwarz-Rot Neustadt (Dosse) (LL)  | 0:3                   | 1. FC Frankfurt (VL)                     |
| 18.08.2018 | SV Döbern (LK)                        | 0:2                   | FSV Bernau (VL)                          |
| 18.08.2018 | SV 1908 Grün-Weiß Ahrensfelde (LL)    | 1:5                   | SV Victoria Seelow (OL)                  |
| 18.08.2018 | FK Hansa Wittstock 1919 (LL)          | 1:0                   | FC Eisenhüttenstadt (VL)                 |
| 18.08.2018 | Schönower SV (LK)                     | 0:4                   | FC Schwedt 02 (LL)                       |
| 18.08.2018 | SV Union Neuruppin (LK)               | 0:1                   | Brandenburger SC Süd 05 (OL)             |
| 18.08.2018 | SG Großziethen (LL)                   | 0:2                   | TuS 1896 Sachsenhausen (VL)              |
| 18.08.2018 | SG Phönix Wildau 95 (LL)              | 0:4                   | FSV Union Fürstenwalde (RL)              |
| 18.08.2018 | FV Eintracht Glindow (LK)             | 0:2                   | BSC Preußen 07 Blankenfelde-Mahlow (VL)  |
| 18.08.2018 | SSV Einheit Perleberg (LL)            | 3:0                   | SV Grün-Weiß Lübben (VL)                 |
| 18.08.2018 | VfB Herzberg 68 (LK)                  | 0:2                   | SV Wacker 09 Cottbus-Ströbitz (LL)       |
| 18.08.2018 | FSV Glückauf Brieske-Senftenberg (LL) | 1:0                   | SG Union Klosterfelde (VL)               |
| 18.08.2018 | FSV Babelsberg 74 (LL)                | 1:3                   | FSV Optik Rathenow (RL)                  |
| 18.08.2018 | 1. FC Guben (LL)                      | 1:3                   | SC Eintracht Miersdorf/Zeuthen (LL)      |
| 18.08.2018 | FV Erkner 1920 (LL)                   | 0:3                   | VfB 1921 Krieschow (OL)                  |
| 18.08.2018 | SpVgg. Blau-Weiß 90 Vetschau (LL)     | 0:9                   | Ludwigsfelder FC (OL)                    |
| 19.08.2018 | FV Blau-Weiß 90 Briesen/Mark (LL)     | 0:1                   | FSV 63 Luckenwalde (OL)                  |
| 19.08.2018 | SC Oberhavel Velten (LL)              | 3:3 n. V. (5:6 i. E.) | SV Grün-Weiß Brieselang (VL)             |

## 2. Hauptrunde
An der 2. Hauptrunde nahmen die 32 Sieger der 1. Hauptrunde teil. Die Auslosung fand am 22. August um 11:00 Uhr in der Verbands-Geschäftsstelle in Cottbus statt.
| Datum      |                                         | Ergebnis              |                                          |
| ---------- | --------------------------------------- | --------------------- | ---------------------------------------- |
| 07.09.2018 | SG Grün-Weiß Rehfelde (LK)              | 0:3                   | Brandenburger SC Süd 05 (OL)             |
| 07.09.2018 | Angermünder FC (LL)                     | 0:3                   | FC Energie Cottbus (3L)                  |
| 07.09.2018 | SV Altlüdersdorf (OL)                   | 1:3                   | FSV Optik Rathenow (RL)                  |
| 08.09.2018 | TSV 1878 Schlieben (LL)                 | 2:3                   | SV Blau-Weiß Petershagen-Eggersdorf (VL) |
| 08.09.2018 | SV Wacker 09 Cottbus-Ströbitz (LL)      | 2:1                   | FV Preussen Eberswalde (VL)              |
| 08.09.2018 | TSV Chemie Premnitz (LL)                | 2:4                   | SV Frankonia Wernsdorf (LL)              |
| 08.09.2018 | BSC Preußen 07 Blankenfelde-Mahlow (VL) | 1:4                   | FSV 63 Luckenwalde (OL)                  |
| 08.09.2018 | FSV Glückauf Brieske-Senftenberg (LL)   | 0:6                   | VfB 1921 Krieschow (OL)                  |
| 08.09.2018 | RSV Eintracht 1949 (LL)                 | 6:0                   | FC Schwedt 02 (LL)                       |
| 08.09.2018 | SSV Einheit Perleberg (LL)              | 3:1                   | FSV Dynamo Eisenhüttenstadt (LL)         |
| 08.09.2018 | SV Babelsberg 03 (RL)                   | 2:3                   | FSV Union Fürstenwalde (RL)              |
| 08.09.2018 | VfB Hohenleipisch 1912 (LL)             | 0:5                   | SV Grün-Weiß Brieselang (VL)             |
| 08.09.2018 | 1. FC Frankfurt (VL)                    | 2:2 n. V. (4:5 i. E.) | Märkischer SV 1919 Neuruppin (VL)        |
| 08.09.2018 | SC Eintracht Miersdorf/Zeuthen (LL)     | 1:4                   | TuS 1896 Sachsenhausen (VL)              |
| 08.09.2018 | FK Hansa Wittstock 1919 (LL)            | 0:4                   | Ludwigsfelder FC (OL)                    |
| 11.09.2018 | SV Victoria Seelow (VL)                 | 0:0 n. V. (4:5 i. E.) | FSV Bernau (VL)                          |

## Achtelfinale
Am Achtelfinale nahmen die 16 Sieger der 2. Hauptrunde teil. Die Auslosung fand am 17. September um 11:00 Uhr in der Verbands-Geschäftsstelle in Cottbus statt.
| Datum      |                                          | Ergebnis              |                                   |
| ---------- | ---------------------------------------- | --------------------- | --------------------------------- |
| 12.10.2018 | SV Frankonia Wernsdorf (LL)              | 1:1 n. V. (5:6 i. E.) | Ludwigsfelder FC (OL)             |
| 13.10.2018 | SV Blau-Weiß Petershagen-Eggersdorf (VL) | 0:4                   | FSV Optik Rathenow (RL)           |
| 13.10.2018 | SSV Einheit Perleberg (LL)               | 1:3                   | VfB 1921 Krieschow (OL)           |
| 13.10.2018 | SV Wacker 09 Cottbus Ströbitz (LL)       | 1:0 n. V.             | Märkischer SV 1919 Neuruppin (VL) |
| 13.10.2018 | TuS 1896 Sachsenhausen (VL)              | 1:3                   | Brandenburger SC Süd 05 (OL)      |
| 13.10.2018 | FSV Bernau (VL)                          | 1:3                   | FSV 63 Luckenwalde (OL)           |
| 13.10.2018 | RSV Eintracht 1949 (LL)                  | 2:3                   | SV Grün-Weiß Brieselang (VL)      |
| 14.10.2018 | FSV Union Fürstenwalde (RL)              | 0:1                   | FC Energie Cottbus (3L)           |

## Viertelfinale
Am Viertelfinale nahmen die 8 Sieger aus dem Achtelfinale teil. Die Auslosung fand am 26. Oktober um 11:00 Uhr im Servicecenter der AOK-Nordost in Potsdam statt.
| Datum      |                                    | Ergebnis              |                              |
| ---------- | ---------------------------------- | --------------------- | ---------------------------- |
| 17.11.2018 | Brandenburger SC Süd 05 (OL)       | 1:3                   | FC Energie Cottbus (3L)      |
| 17.11.2018 | Ludwigsfelder FC (OL)              | 3:6 n. V.             | FSV 63 Luckenwalde (OL)      |
| 17.11.2018 | SV Wacker 09 Cottbus Ströbitz (LL) | 1:1 n. V. (0:3 i. E.) | SV Grün-Weiß Brieselang (VL) |
| 17.11.2018 | VfB 1921 Krieschow (OL)            | 1:2                   | FSV Optik Rathenow (RL)      |

## Halbfinale
Am Halbfinale nahmen die vier Sieger aus dem Viertelfinale teil.
Die Auslosung fand am 28. November um 11:00 Uhr im Servicecenter der AOK Nordost in Potsdam statt.
| Datum      |                              | Ergebnis |                         |
| ---------- | ---------------------------- | -------- | ----------------------- |
| 02.04.2019 | SV Grün-Weiß Brieselang (VL) | 0:5      | FC Energie Cottbus (3L) |
| 17.04.2019 | FSV 63 Luckenwalde (OL)      | 0:2      | FSV Optik Rathenow (RL) |

## Finale
| FSV Optik Rathenow                             | FSV Optik Rathenow | FC Energie Cottbus | FC Energie Cottbus |
| ---------------------------------------------- | --- | --- | ------------------ |
| FSV Optik Rathenow                             | \| 25. Mai 2019 in Rathenow (Stadion Vogelgesang) \| \| Ergebnis: 0:1 (0:0) \| \| Zuschauer: 1.991 \| \| Schiedsrichter: Sandra Stolz \| \| Spielbericht \| | \| 25. Mai 2019 in Rathenow (Stadion Vogelgesang) \| \| Ergebnis: 0:1 (0:0) \| \| Zuschauer: 1.991 \| \| Schiedsrichter: Sandra Stolz \| \| Spielbericht \| | FC Energie Cottbus |
| FSV Optik Rathenow                             | Luis Maria Zwick – Aleksandar Bilbija, Kevin Adewumi (90. Robin Techie-Menson), Benjamin Wilcke, Emre Turan – Top Cüneyt Eral (80. Oguzhan Matu), Marc Langner, Jerome Leroy , Süleyman Kapan, Leon Hellwig – Caner Özcin (85. Oscar Ortiz) Cheftrainer: Ingo Kahlisch | Avdo Spahić – José Matuwila, Lars Bender (68. Luke Hemmerich), Lasse Schlüter – Kevin Weidlich, Daniel Bohl, Jürgen Gjasula, Leon Schneider, Fabio Viteritti (80. Felix Geisler) – Streli Mamba, Dimitar Rangelow (88. Tim Kruse) Cheftrainer: Claus-Dieter Wollitz | FC Energie Cottbus |
| FSV Optik Rathenow                             | 0:1 Streli Mamba (54.) | | FC Energie Cottbus |
| FSV Optik Rathenow                             | Kevin Adewumi, Leon Hellwig | Lasse Schlüter, Kevin Weidlich, Daniel Bohl, Streli Mamba | FC Energie Cottbus |
| FSV Optik Rathenow                             | Spieler des Spiels: Avdo Spahić (FC Energie Cottbus) | | FC Energie Cottbus |
| 25. Mai 2019 in Rathenow (Stadion Vogelgesang) | | |                    |
| Ergebnis: 0:1 (0:0)                            | | |                    |
| Zuschauer: 1.991                               | | |                    |
| Schiedsrichter: Sandra Stolz                   | | |                    |
| Spielbericht                                   | | |                    |

## Beste Torschützen
Nachfolgend werden die besten Torschützen des brandenburgischen Landespokals aufgeführt.
| Rang | Spieler           | Klub                    | Tore |
| ---- | ----------------- | ----------------------- | ---- |
| 1.   | Toni Hager        | Ludwigsfelder FC        | 6    |
| 2.   | / Ahmet Sağat     | SV Babelsberg 03        | 4    |
| 2.   | Christopher Groll | TuS 1896 Sachsenhausen  | 4    |
| 2.   | Maurice Malak     | SV Grün-Weiß Brieselang | 4    |
| 2.   | Dragan Erkic      | SV Grün-Weiß Brieselang | 4    |
| 2.   | Christopher Lemke | Ludwigsfelder FC        | 4    |
| 2.   | Daniel Becker     | FSV 63 Luckenwalde      | 4    |

## Der Landespokalsieger im DFB-Pokal 2019/20
| Datum      | Heim                    | Ergebnis | Auswärts               | Runde         |
| ---------- | ----------------------- | -------- | ---------------------- | ------------- |
| 12.08.2019 | FC Energie Cottbus (RL) | 1:3      | FC Bayern München (1L) | 1. Hauptrunde |